# Майя (коммуна)
Майя́ (фр. Maillat) — коммуна во Франции, находится в регионе Рона — Альпы. Департамент — Эн. Входит в состав кантона Нантюа. Округ коммуны — Нантюа.
Код INSEE коммуны — 01228.

## География
Коммуна расположена приблизительно в 390 км к юго-востоку от Парижа, в 70 км северо-восточнее Лиона, в 26 км к востоку от Бурк-ан-Бреса.
По территории коммуны протекает река Уаньен.

## Климат
Климат полуконтинентальный с холодной зимой и тёплым летом. Дожди бывают нечасто, в основном летом.

## Население
Население коммуны на 2010 год составляло 668 человек.
| 1962 | 1968 | 1975 | 1982 | 1990 | 1999 | 2010 |
| ---- | ---- | ---- | ---- | ---- | ---- | ---- |
| 487  | 520  | 556  | 578  | 623  | 664  | 668  |

## Экономика
В 2010 году среди 442 человек трудоспособного возраста (15—64 лет) 339 были экономически активными, 103 — неактивными (показатель активности — 76,7 %, в 1999 году было 76,2 %). Из 339 активных жителей работали 317 человек (181 мужчина и 136 женщин), безработных было 22 (9 мужчин и 13 женщин). Среди 103 неактивных 38 человек были учениками или студентами, 38 — пенсионерами, 27 были неактивными по другим причинам.

## Достопримечательности
- Часовня Св. Клары. Исторический памятник с 1931 года[4]
- Замок Майя (XIII век)

## Фотогалерея
- Часовня Св. Клары
- Церковь
- Военный мемориал
- Карта коммуны